# Glaucolepis kalavritana
Glaucolepis kalavritana is een vlinder van de familie van de dwergmineermotten (Nepticulidae). De wetenschappelijke naam is voor het eerst voorgesteld als Trifurcula kalavritana door de broers Zdeněk Laštůvka en Aleš Laštůvka in een publicatie uit 1998. De soort is vernoemd naar de vindplaats van het holotype (Kalavryta).
De soort komt voor in Griekenland.